# Nischneangarsk
Nischneangarsk (russisch Нижнеанга́рск) ist eine Siedlung städtischen Typs in der autonomen Republik Burjatien (Russland) mit 5030 Einwohnern (Stand 14. Oktober 2010).

## Geographie
Die Siedlung liegt am nördlichen Ende des Baikalsees, am Westrand des gemeinsamen Deltas der Flüsse Obere Angara und Kitschera, nahe der Mündung der Kitschera. Nischneangarsk befindet sich etwa 450 Kilometer (Luftlinie) nordnordöstlich der Republikhauptstadt Ulan-Ude.
Die Siedlung ist Verwaltungszentrum des Rajons Sewero-Baikalski (Nord-Baikal).

## Geschichte

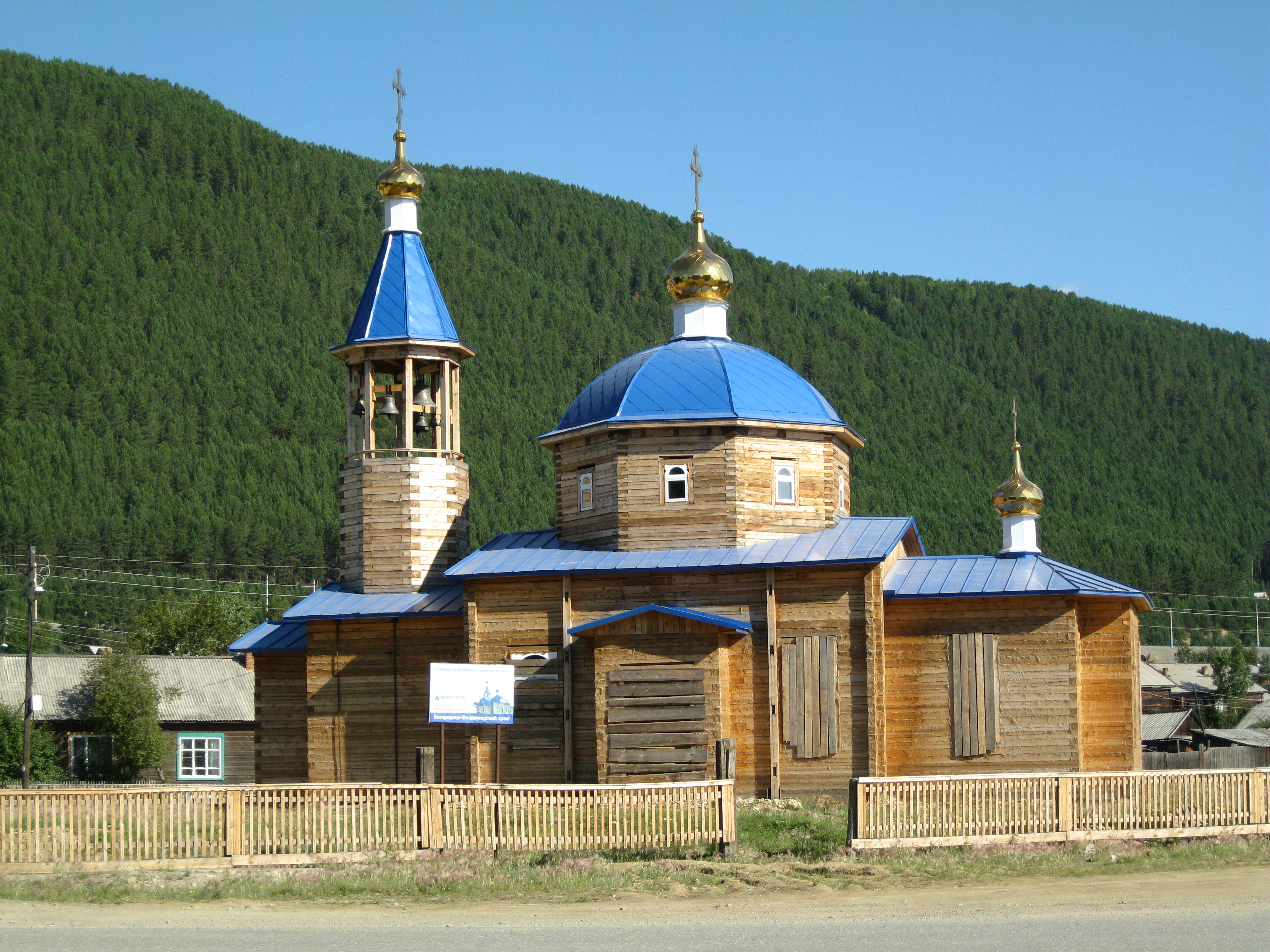
Gottesmutter-von-Wladimir-Kirche in Nischneangarsk

Die Geschichte des Ortes geht bis in das als Gründungsjahr geltende 1643 zurück, als russische Kosaken unter Semjon Skorochod während ihrer Expansion in Sibirien von der oberen Lena kommend hier den Baikalsee erreichten. 1646 ließ Wassili Kolesnik einen Ostrog errichten, die erste russische Ansiedlung am Baikalsee, auf ursprünglich ewenkischem Gebiet. Die genaue Lage des Ostrogs ist unbekannt.
Die Siedlung erhielt zunächst den Namen Werchneangarsk, also etwa Ober-Angara-Siedlung, nach dem unweit in den See mündenden Fluss. Der heutige Name, etwa Unter-Angara-Siedlung, bürgerte sich erst gegen Ende des 19. Jahrhunderts ein und bezieht sich auf die Lage in der Nähe des Unterlaufes des genannten Flusses.
Da sich noch im 17. Jahrhundert die Hauptrichtung der russischen Expansion in Ostsibirien und Transbaikalien auf deren südliche Gebiete verlagerte (Gründung von Irkutsk 1661, Nertschinsk 1658, Sretensk 1689), blieb Werchne- bzw. Nischneangarsk unbedeutend, hatte allerdings lokale Bedeutung als Fischereibasis für den Nordteil des Baikalsees und die einmündenden Flüsse. Am Ende des 19. Jahrhunderts hatten die fünf Dörfer des Gebietes um das Nordende des Baikalsees mit Verwaltungszentrum in Nischneangarsk zusammen weniger als 1000 Einwohner.
Im Zusammenhang mit den ersten Plänen zum Bau der Baikal-Amur-Magistrale (BAM) wurde dem Ort – inzwischen auch Verwaltungszentrum des damals etwa 75.000 km² großen Rajons Sewero-Baikalski (Nord-Baikal) – 1938 der Status einer Siedlung städtischen Typs verliehen.
Mit dem Bau der Baikal-Amur-Magistrale als Allunions-Komsomol-Bauobjekt ab den 1970er Jahren nahm der Ort zunächst mit seiner Anlegestelle am Baikalsee und als Versorgungsstützpunkt für den Bahnbau in Richtung Tynda einen bedeutenden Aufschwung. Da jedoch 25 Kilometer südöstlich am Baikalufer ab 1970 das 1980 zur Stadt erhobene Sewerobaikalsk entstand, verlor Nischneangarsk die neue wirtschaftliche Bedeutung bald an letzteres, blieb aber Rajonverwaltungszentrum. Wie auch in allen anderen Orten entlang der BAM sank die Bevölkerungszahl von Nischneangarsk seit dem Ende der 1980er Jahre, jedoch weniger stark.

### Bevölkerungsentwicklung
| Jahr | Einwohner |
| ---- | --------- |
| 1939 | 5142      |
| 1959 | 3690      |
| 1970 | 3282      |
| 1979 | 5870      |
| 1989 | 6977      |
| 2002 | 5595      |
| 2010 | 5030      |

Anmerkung: Volkszählungsdaten

## Wirtschaft und Infrastruktur
In Nischneangarsk befindet sich eine Station der Baikal-Amur-Magistrale (Nischneangarsk II; Streckenkilometer 1090 ab Taischet). Der provisorische Bahnverkehr von Westen bis Nischneangarsk wurde bereits um 1980 aufgenommen, der reguläre Betrieb auf dem gesamten Streckenabschnitt von Sewerobaikalsk über Nischneangarsk bis Nowaja Tschara jedoch erst 1989, u. a. wegen der komplizierten Fertigstellung der vier Baikal-Vorgebirgs-Tunnel am steilen Baikalufer zwischen Sewerobaikalsk und Nischneangarsk, um die zuvor provisorische Umgehungsstrecken existierten.
Nischneangarsk ist nördlichste Schiffsanlegestelle am Baikalsee und Endpunkt der regulären Passagierlinie ab Irkutsk. Durch den Ort führt auch die der BAM folgende Straße.
Vier Kilometer nordöstlich der Siedlung liegt der Flughafen Nischneangarsk (ICAO-Code UIUN), der das gesamte nördliche Baikalgebiet mit der Stadt Sewerobaikalsk bedient.